# Vistabella del Maestrat
Vistabella del Maestrat, en valencien et officiellement (Vistabella del Maestrazgo en castillan), est une commune d'Espagne de la province de Castellón dans la Communauté valencienne. Elle est située dans la comarque de l'Alt Maestrat et dans la zone à prédominance linguistique valencienne.

## Géographie

Localisation de Vistabella del Maestrat
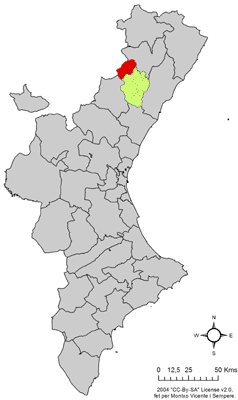
dans la Communauté valencienne.
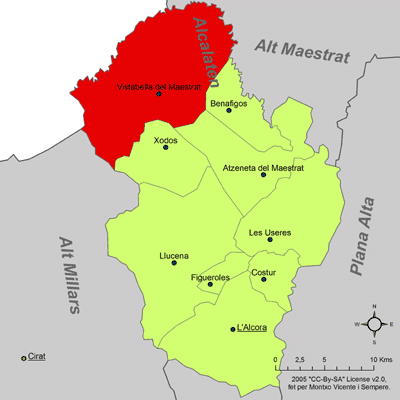
dans la comarque de l'Alcalatén (jusqu'en 2022).